# Kohan II: Kings of War
Kohan II: Kings of War là tựa game chiến lược thời gian thực năm 2004 do hãng TimeGate Studios phát triển dành riêng cho Windows. Game sử dụng engine Gamebryo. Đây cũng là phần tiếp theo của Kohan: Immortal Sovereigns.

## Tổng quan
Kohan II có sáu chủng tộc bao gồm: Human, Haroun, Drauga, Gauri, Undead và Shadow. Mỗi chủng tộc có đơn vị quân, công trình kiến trúc và yếu tố kinh tế riêng biệt, chẳng hạn như sự phụ thuộc vào các loại tài nguyên cụ thể so với các loại tài nguyên khác. Mỗi chủng tộc cũng có thể thuộc về một phe phái cụ thể. Tổng cộng có năm phe phái trong game (dù không phải mọi chủng tộc đều có thể chọn lựa tất cả các phe phái) và mỗi phe phái đều mang lại một số lợi ích nhất định.

## Đón nhận
Game nhận được đánh giá "có lợi", mặc dù ít hơn một chút so với bản Kohan gốc, theo trang web tổng hợp kết quả đánh giá Metacritic. Game được khen ngợi vì vẫn giữ được lối chơi độc đáo đã khiến bản gốc trở nên nổi tiếng trong khi thực hiện những thay đổi quan trọng giúp phân biệt nó với bản gốc và các tựa game chiến lược thời gian thực khác trong năm. Trò chơi này cũng chuyển đổi sang đồ họa 3D từ đồ họa 2D của những phiên bản trước đó.
Tạp chí Computer Games Magazine đã vinh danh Kohan II là trò chơi máy tính hay thứ tám năm 2004. Nhóm biên tập viên tuyên bố game này "vượt trội hơn hầu hết những game chiến lược khác về mặt chiến thuật chiến trường". Trò chơi cũng giành giải thưởng "AI xuất sắc nhất" của tạp chí này. Nhóm biên tập viên của tờ Computer Gaming World đã đề cử Kohan II là "Game Chiến lược của Năm (Thời Gian Thực)" năm 2004, dù phải chịu thua tựa game Warhammer 40,000: Dawn of War.